# Campionato degli affiliati 2006
Il campionato degli affiliati 2006 italiano di tennis si è svolto da ottobre a dicembre e ha visto laurearsi Campione d'Italia il Capri Sports Academy nel maschile e il TC Viterbo nel femminile.

## Serie A1 maschile

### Girone 1
| Squadra                   | G | V | N | P | I  | PT  |
| ------------------------- | - | - | - | - | -- | --- |
| Castellazzo TC            | 6 | 4 | 0 | 2 | 23 | 12  |
| CT Firenze                | 6 | 4 | 0 | 2 | 25 | 11° |
| TC Bergamo                | 6 | 3 | 2 | 1 | 23 | 11  |
| Geovillage SC Olbia       | 6 | 3 | 2 | 1 | 22 | 11  |
| TC Sarnico                | 6 | 3 | 2 | 1 | 20 | 11  |
| Harbour Club Milano       | 6 | 1 | 0 | 5 | 9  | 3   |
| CT Palermo "Città d'arte" | 6 | 0 | 0 | 6 | 4  | 0   |

° 1 punto di penalità
Legenda:

G: partite giocate

V: partite vinte

N: partite pareggiate

P: partite perse

I: incontri individuali vinti

PT: punti
In blu le squadre ai playoff, in giallo quelle ai playout, in rosso le retrocesse.

### Girone 2
| Squadra               | G | V | N | P | I  | PT |
| --------------------- | - | - | - | - | -- | -- |
| TC Alba Spa           | 6 | 5 | 1 | 0 | 29 | 16 |
| Ata Battisti Trentino | 6 | 5 | 0 | 1 | 24 | 15 |
| Capri Sports Academy  | 6 | 3 | 2 | 1 | 24 | 11 |
| Eurotennis Cordenons  | 6 | 2 | 2 | 2 | 16 | 8  |
| ST Bassano ASD        | 6 | 2 | 1 | 3 | 17 | 7  |
| TC Parioli            | 6 | 1 | 0 | 5 | 11 | 3  |
| TC Cagliari           | 6 | 0 | 0 | 6 | 5  | 0  |

### Playoff
Turno eliminatorio (26 novembre)
| Squadra in casa       | Risultato | Squadra in trasferta | Luogo   |
| --------------------- | --------- | -------------------- | ------- |
| Ata Battisti Trentino | 4-0       | TC Bergamo           | Trento  |
| CT Firenze            | 3-4       | Capri Sports Academy | Firenze |

Semifinali e finali si sono svolte il 2-3 dicembre a Novate Milanese.
| Squadra in casa       | Risultato | Squadra in trasferta |
| --------------------- | --------- | -------------------- |
| Capri Sports Academy  | 4-2       | TC Alba SpA          |
| Ata Battisti Trentino | 4-2       | Castellazzo TC       |

Giudice arbitro: Giuliano Turba.
Assistente giudice arbitro: Paola Masotina.
Commissario di campo: Roberto Natali.
Arbitri: Ferrara, Luraghi, Ravasi, Riboldi, Sirna e Terzi.

#### Finale
| Vincitore               | Risultato                    | Finalista             |
| ----------------------- | ---------------------------- | --------------------- |
| Capri Sports Academy    | 4-3                          | Ata Battisti Trentino |
| Galimberti              | 7–6(3) 4-6 6-1               | Azzaro                |
| Petrazzuolo             | 6-4 5-7 6-3                  | Gotti                 |
| Sanguinetti             | 4-6 2-6                      | Stoppini              |
| Starace                 | 6-4 6-3                      | Zitko                 |
| Petrazzuolo/Sanguinetti | 6-3 6-2                      | Gotti/Zitko           |
| Galimberti/Starace      | 6-7 6-2                      | Azzaro/Stoppini       |
| Galimberti/Starace      | 6-4 7-5 Doppio supplementare | Azzaro/Stoppini       |

Giudice arbitro: Giuliano Turba.
Assistente giudice arbitro: Paola Masotina.
Commissario di campo: Roberto Natali.
Arbitri: Ferrara, Luraghi, Ravasi, Riboldi, Sirna e Terzi.

### Playout
Turno eliminatorio (26 novembre)
| Squadra in casa      | Risultato | Squadra in trasferta | Luogo     |
| -------------------- | --------- | -------------------- | --------- |
| Geovillage SC Olbia  | 5-1       | ST Bassano ASD       | Olbia     |
| Eurotennis Cordenons | 4-2       | TC Sarnico           | Cordenons |

L'andata dei playout si è svolta il 3 dicembre, il ritorno il 10.
| Squadra in casa     | Risultato andata | Risultato ritorno | Squadra in trasferta |
| ------------------- | ---------------- | ----------------- | -------------------- |
| Harbour Club Milano | 1-5              | 0-2               | ST Bassano ASD       |
| TC Parioli          | 4-2              | 3-3               | Eurotennis Cordenons |

### Verdetti
- Capri Sports Academy campione d'Italia.
- CT Palermo "Città d'Arte", TC Cagliari, Harbour Club Milano e Eurotennis Cordenons retrocesse in Serie A/2.
- TC Italia, Canottieri Casale, Pol. Comunale Anzio e AD Tennis Sciacca promosse dalla Serie A/2.

## Serie A1 femminile
| Squadra     | G | V | N | P | I  | PT |
| ----------- | - | - | - | - | -- | -- |
| CT Albinea  | 6 | 5 | 1 | 0 | 22 | 16 |
| TC Viterbo  | 6 | 5 | 0 | 1 | 29 | 15 |
| TC Parioli  | 6 | 4 | 0 | 2 | 15 | 12 |
| TC Prato    | 6 | 1 | 3 | 2 | 11 | 6  |
| CA Faenza   | 6 | 1 | 2 | 3 | 8  | 4° |
| CT Bologna  | 6 | 1 | 1 | 4 | 7  | 4  |
| TC Cagliari | 6 | 0 | 1 | 5 | 2  | 1  |

° 1 punto di penalità

### Playoff
Turno eliminatorio (26 novembre)
| Squadra in casa | Risultato | Squadra in trasferta | Luogo   |
| --------------- | --------- | -------------------- | ------- |
| TC Viterbo      | 3-0       | TC Parioli           | Viterbo |

La finale si è svolta il 3 dicembre a Padova.
| Vincitore  | Risultato    | Finalista  |
| ---------- | ------------ | ---------- |
| TC Viterbo | 3-0          | CT Albinea |
| Zahlavova  | 7–6(3) 6-3   | Errani     |
| Floris     | 6-3 4-6 6-4  | Gabba      |
| Schiavone  | 6-2 2-0 rit. | Garbin     |

Giudice arbitro: Sabrina Cuccu. Arbitri: Meneghin e Saccari.

### Playout
Turno eliminatorio (26 novembre)
| Squadra in casa | Risultato | Squadra in trasferta | Luogo |
| --------------- | --------- | -------------------- | ----- |
| TC Prato        | 2-3       | CA Faenza            | Prato |

L'andata dei playout si è svolta il 3 dicembre, il ritorno il 10.
| Squadra in casa | Risultato andata | Risultato ritorno | Squadra in trasferta |
| --------------- | ---------------- | ----------------- | -------------------- |
| CT Bologna      | 2-2              | 3-1               | CT Prato             |

### Verdetti
- TC Viterbo campione d'Italia.
- CT Bologna e TC Cagliari retrocesse in Serie A/2.
- CT Scandicci e ASD Le Pleiadi promosse dalla Serie A/2.